# Kanton Caylus
Kanton Caylus is een voormalig kanton van het Franse departement Tarn-et-Garonne. Kanton Caylus maakte deel uit van het arrondissement Montauban. Het werd opgeheven bij decreet van 27 februari 2014 met uitwerking op 22 maart 2015. Alle gemeenten werden opgenomen in het kanton Quercy-Rouergue.

## Gemeenten
Het kanton Caylus omvatte de volgende gemeenten:
- Caylus (hoofdplaats)
- Espinas
- Lacapelle-Livron
- Loze
- Mouillac
- Puylagarde
- Saint-Projet